# Luchowo (województwo wielkopolskie)
Luchowo – wieś krajeńska w Polsce położona w województwie wielkopolskim, w powiecie pilskim, w gminie Łobżenica przy drodze wojewódzkiej nr 242.
W latach 1954–1972 wieś należała i była siedzibą władz gromady Luchowo. W latach 1975–1998 miejscowość administracyjnie należała do województwa pilskiego.
Inne miejscowości o nazwie Luchowo: Luchowo